# Adalatherium
Adalatherium era um gênero de gondwanateriano do tamanho de um gato, apelidado de "besta louca" que viveu em Madagascar durante o período Cretáceo, há 66 milhões de anos. Com cerca de 3,1 kg, o mamífero era incomum, pois era muito grande para o seu dia; a maioria dos mamíferos que viviam ao lado de dinossauros era muito menor, do tamanho de um rato em média.